# Колимба, Сюзан
Сюзан Альфонса Колимба (суахили Susan Alphonce Kolimba; род. 8 декабря 1964) ― танзанийский учёный и политический деятель. Член партии Чама Ча Мапиндузи (ЧЧМ). Является заместителем министра иностранных дел и Восточно-Африканского сотрудничества Танзании и членом парламента, занимая кресло, специально отведённое для женщин.

## Биография
Сюзан Колимба родилась 8 декабря 1964 года. Окончила женскую среднюю школу Кибошо в 1982 году. В 1988 году окончила Педагогический колледж Марангу, после чего три года проработала учителем. Затем она начала карьеру в законе. После этого решила посвятить себя изучению юриспруденции и уехала на учёбу в Россию. Получила дипломы бакалавра, магистра и кандидата юридических наук в 1996, 1998 и 2002 годах соответственно в Университете дружбы народов. Преподавала право в Открытом университете Танзании с 2005 по 2016 года, а в 2010 году стала деканом юридического факультета.
Вступила в ЧЧМ в 2007 году, где впоследствии занимала ряд должностей в женском крыле партии. В 2015 году была избрана членом парламента и ныне занимает место, специально зарезервированное для женщин.
Была назначена заместителем министра иностранных дел и Восточно-Африканского сотрудничества в составе нового правительства, сформированного после избрания президента Джона Магуглуфи в 2015 году. Является членом Восточноафриканская законодательной ассамблеи. Также занимает пост председателя Совета министров Восточно-Африканского сообщества.